# J-6 (航空機)
 J-6（殲撃六型、Jian-6、歼-6）
J-6（2010年）
- 用途：戦闘機
- 分類：多用途戦闘機
- 製造者： 瀋陽飛機工廠
- 運用者： 北朝鮮(朝鮮人民軍空軍)
- 初飛行：1958年12月17日（プロトタイプ）
- 生産数：3,000
- 生産開始：1958年
- 運用開始：1961年
- 退役：2010年（中国）
- 運用状況：現役（北朝鮮など）

J-6（殲撃六型、Jian-6、殲-6）は、中華人民共和国の戦闘機。NATOコードネームは「ファーマー（農夫）」（Farmer）。ソビエト連邦で運用されていたMiG-19の中国生産型である。「殲撃」の発音は「チエンチー」に近い。海外への輸出販売向けにはF-6と名づけられており、資料によってはこの名称が用いられる事もある。

## 概要

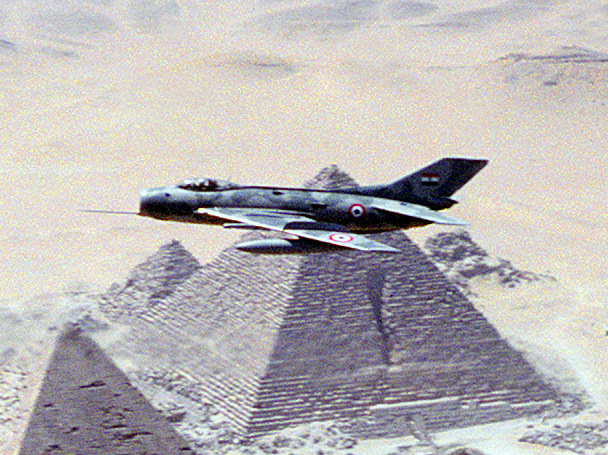
ブライト・スター作戦でのエジプト空軍のJ-6（1983年）

中華人民共和国がMiG-19のライセンス生産に合意して生産された機体が当形式である。中国の航空機産業の未熟さや文化大革命などの政治的混乱により生産に支障をきたしたものの、1958年から1981年にかけてJ-6として大量に生産・配備された。しばらくしてソビエト連邦でMiG-21が開発されたため、販売が始まった時点では旧式化しており、致命的なエンジン寿命の短さ、頻繁にオーバーホールが必要な事は本機の大きな欠点であるが、整備に要求される技術レベルはさほど高くなく、廉価で途上国でも維持・運用可能で使い勝手が良い事から中国の航空機産業にとって初めて海外輸出に成功した軍用機となり、第四次中東戦争後にソ連との軍事協力関係が断絶したエジプトに始まり、スーダン、パキスタン、北朝鮮、バングラデシュ、イラン、ジンバブエなど各国が購入した。そのため、ベトナム戦争 や印パ戦争、イラン・イラク戦争など多くの戦争に参加している。後退翼のため低空での安定性が良く、実戦では（搭載量が少ないにも関わらず）対地攻撃での運用も多かった。中国ではこの長所を生かし、強撃5が開発される。
ソ連では量産に至らなかった複座練習機型殲教6（JJ-6。輸出向けにはFT-6とも）が開発されており、廉価かつ実戦も可能な高等練習機として大量生産された。
中国では1990年代後半に第一線から引退したが、練習機としては2010年まで利用された。しかし、J-5と同様に300機から400機のJ-6を無人攻撃機に改修したとされ、2011年には台湾に近い福建省の連城県の基地で50機以上の無人化したJ-6を大量配備している衛星写真が報じられているほか、甘粛省双城子の鼎新基地にも約150機のJ-6が集積されているのが衛星写真で判明している。
輸出された多くの国では老朽化やスペアパーツの枯渇や後継機の登場により引退している。北朝鮮では21世紀に入っても100機以上が実戦配備されていたが、2014年に墜落事故が頻発し飛行が差し止められたとされる。なお、JJ-6あるいはJ-6をそのまま練習機の代用として、現役運用を続けている国もある。

## 派生型
J-6A（殲撃6型甲、J-6 Jia、F-6A)
制限全天候型MiG-19PFの生産型で、空気取入れ口内に要撃レーダー（MiG-19PFではRP-5またはその発展型。NATO名「スキャンフィックス」「スキャンロッド」または「スキャンキャン」）を持ち、空気取入れ口上部には測距レーダーを装備している。主翼付け根部にはNR-30 30mm機関砲を左右各1門備える。
J-6B（殲撃6型乙、J-6 Yi、F-6B)
MiG-19PMの生産型で、機体形状や搭載装備などは殲撃6型甲に準じている。ただ、主翼付け根のNR-30を廃しており、武装は空対空ミサイルまたはロケット弾のみとしている。
J-6C（殲撃6型丙、J-6 Bing、F-6C)
昼間戦闘機型MiG-19Sの生産型。計器表示その他は中国語に書き換えられている。エンジンは、ツマンスキー RD-9を中国でライセンス生産した渦噴6型。生産の主力はこの型。なお、生産の途中からドラッグシュートを装備するようになっている。
J-6I
J-6II
J-6III（殲撃6型新、J-6 Xin)
中国で独自に開発した発展型であり、殲撃6型丙を基に、空気取入れ口内に比較的大型の測距レーダーを装備、レーダー・アンテナ・フェアリングの尖った先端が飛び出しているのが大きな特徴となっている。エンジンも改良型の発展型渦噴6に変更され、このため機首側面に片側4個ずつの補助空気取り入れ口が付けられている。
JJ-6（殲教6型、FT-6）
胴体を84cm延長し、NR-30を3門から1門に減らした複座練習機型。
JZ-6（殲偵6型、FR-6)
胴体内にカメラを搭載し、胴体下面にカメラ窓を持った戦術偵察機型。独自開発。
Q-5（強撃5型、A-5）
MiG-19に大幅な設計変更を加えた攻撃機。
F-6（パキスタンへの輸出型）
射出座席がマーチンベーカー・エアクラフト社製となり、AIM-9 サイドワインダーが運用可能になるなど、一部西側システムへの互換が採られている。胴体下面にコンフォーマル・フューエル・タンクを装備している。
J-6W（無人機型）
中国で運用されているUCAV改造型で、一部の軍事アナリストからJ-6Wと称されている。2013年頃にその存在が初めて確認され、2021年時点でも中国沿岸部（台湾の対岸）に配備されていることが確認されており、その膨大な数を用いてデコイとして利用するか、初歩的な無人戦闘機として利用すると見られている。

## スペック

### J-6
- 翼幅：9.2m
- 全長：12.5m
- 全高：3.9m
- 翼面積：25.00m2
- 燃料搭載量：1,800ℓ
- 発動機：渦噴6A（ツマンスキー RD-9B）アフターバーナー付きターボジェット、36.78 kN（8,267 lbf）×2
- 最高速度：1,540 km/h
- 最大上昇力：9,000m/min
- 実用上昇限度：17,900m
- 乗員：1名
- 武装
  - NR-30 30mm機関砲×3（翼砲70発×2、胴体砲55発×1）
  - 各個最大250kg（550 lb）までの通常爆弾かロケット弾ポッド、もしくは翼下のパイロンにPL-2/PL-5（ソ連のR-3短距離空対空ミサイル（NATOコードネーム：AA-2 アトール）の中国版）短距離空対空ミサイル×4

## 運用国

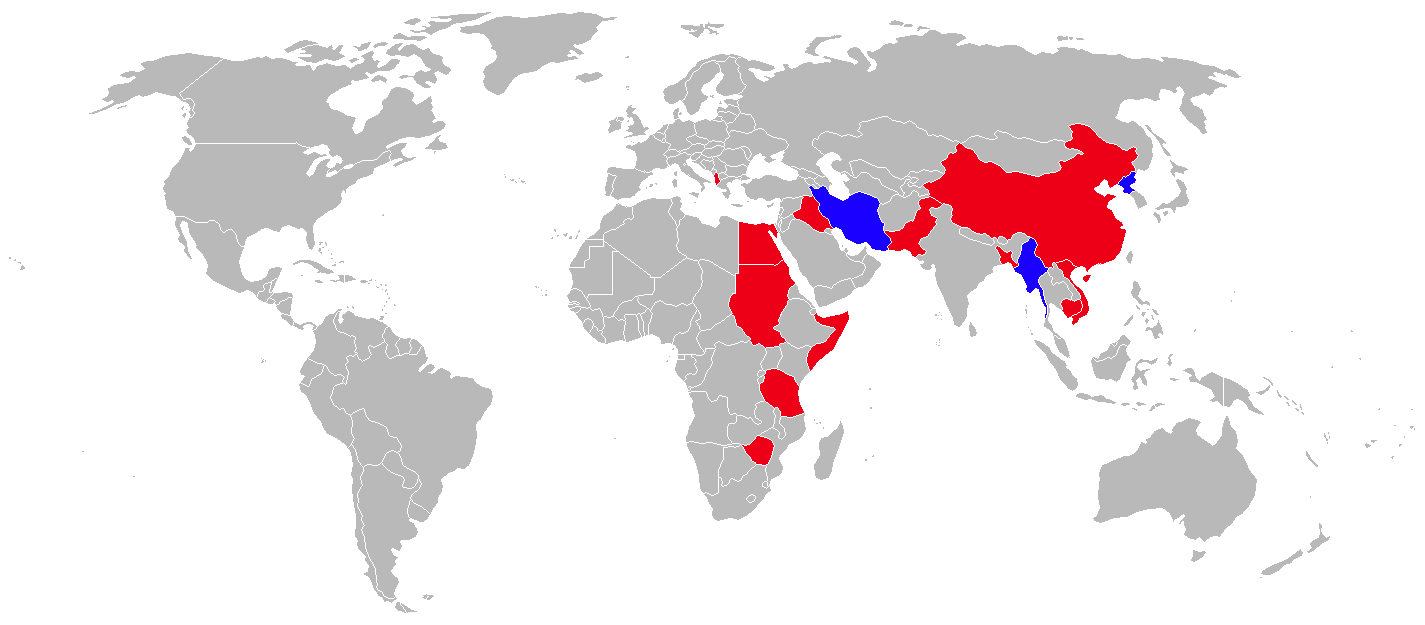
運用国 (赤は退役済み)

北朝鮮
 ザンビア
8機のF-6と2機のFT-6を運用中。

### 退役済み

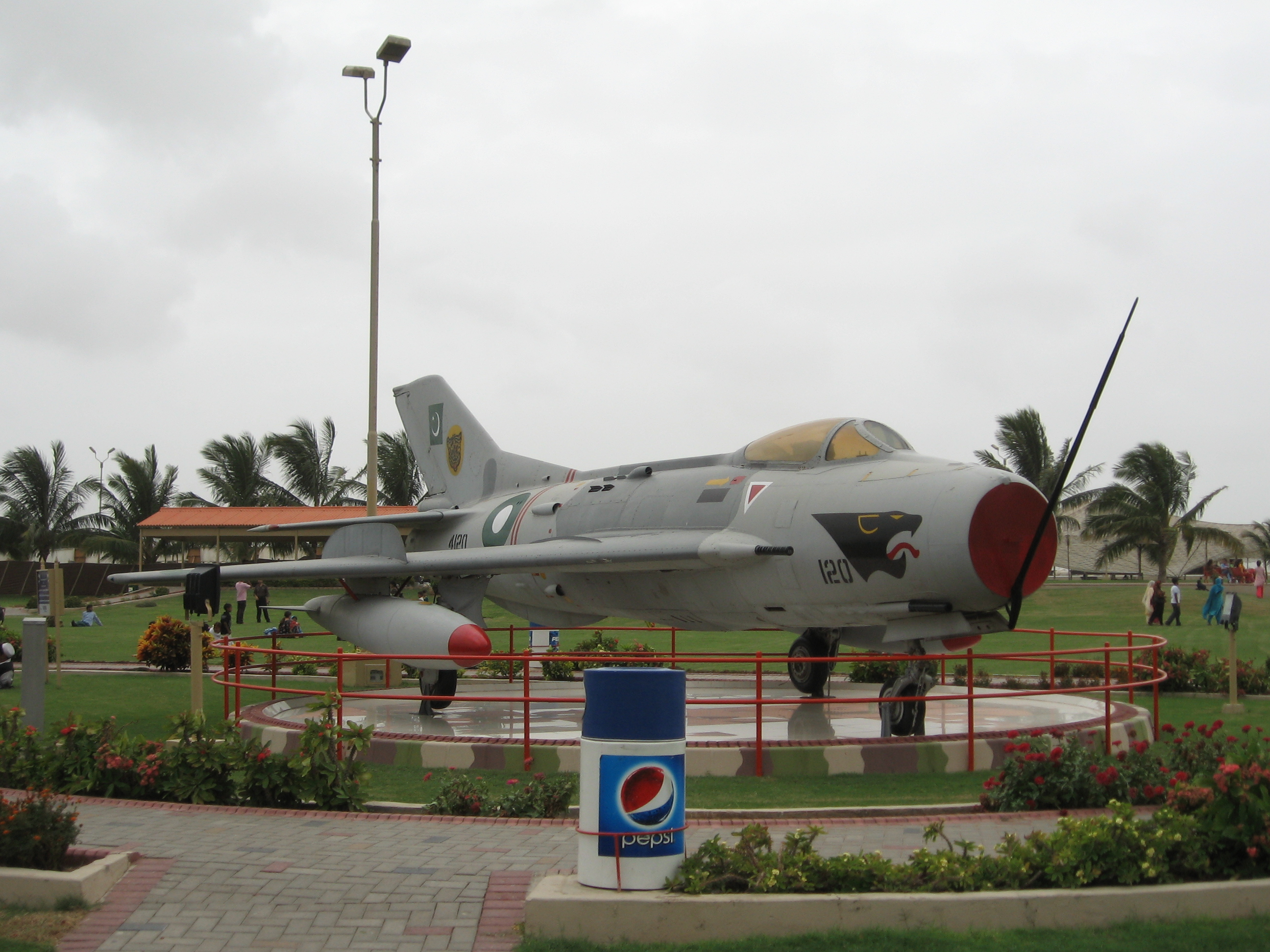
パキスタン空軍博物館に展示されている元パキスタン空軍のJ-6

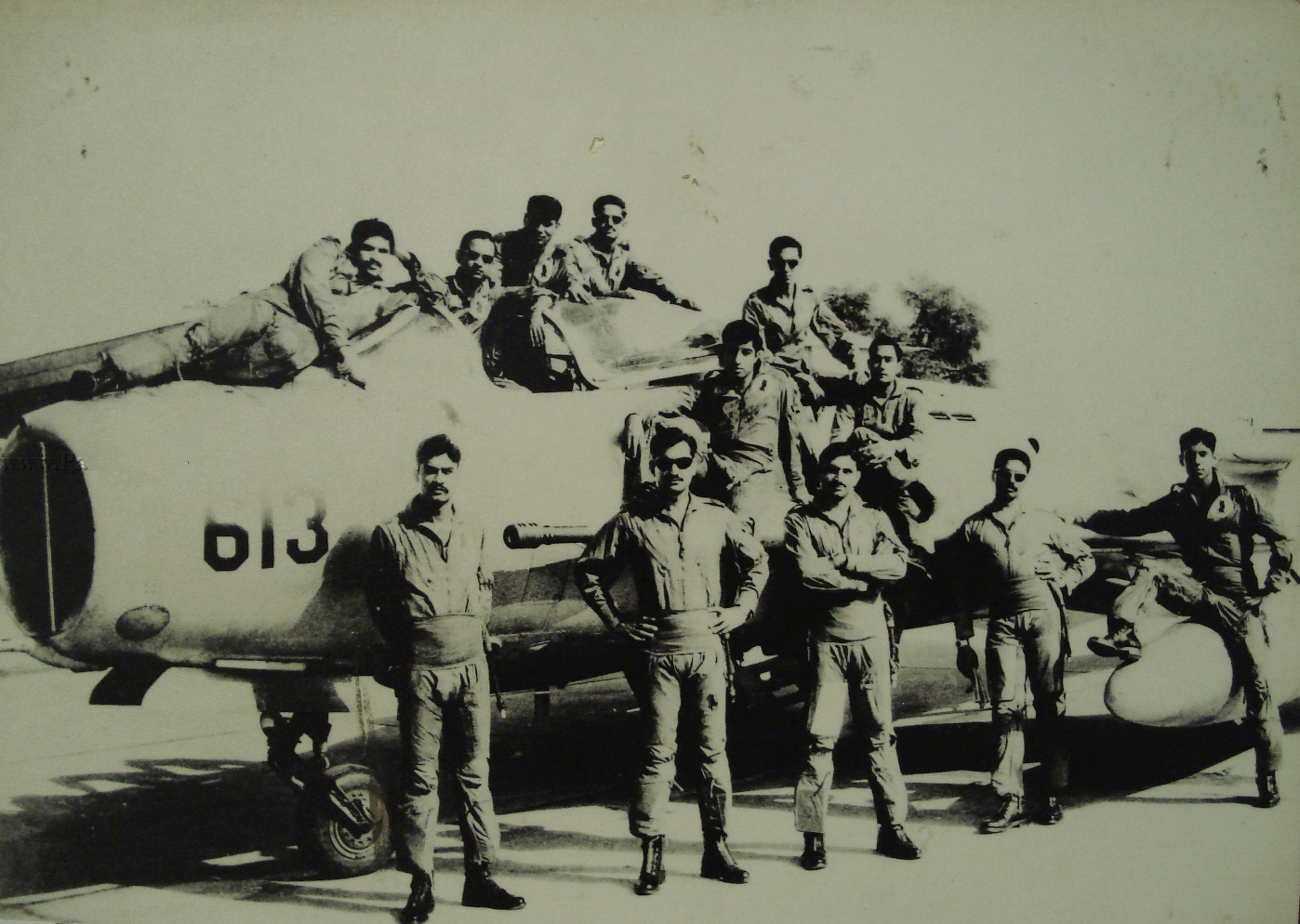
J-6を運用したパキスタン空軍第25飛行隊の記念写真(1968年)

中華人民共和国
UCAV改造型（J-6W）は2022年時点でも運用が続いているとされる。
 アルバニア
 バングラデシュ
 カンボジア
中立的姿勢を取っていたシアヌーク政権時代に取得。当時は米国製無誘導爆弾を用いて対地攻撃に使用される事もあった。
 エジプト
1979年に中国から購入。機体供与のほか、部品供給や修理サービスをともなった中国初の有償供与（海外販売）であった。
 イラク
エジプトからの中古機を購入。イラン・イラク戦争では対地攻撃に使用したとみられる。
 イラン
1980年代後半に中国から中古機を入手し、イラン・イラク戦争ではイラク同様対地攻撃に用いたといわれる。
 ネパール
 ミャンマー
同国の保有するQ-5攻撃機の導入訓練用にJJ-6を数機運用した。現在はQ-5の複座型が導入されており、引退したと見られる。
ネピドーの国防博物館には、迷彩と同空軍のマーキングを施されたJJ-6が1機展示されている。
 パキスタン
1960年代に供与開始。当時の毛沢東の方針から無償供与された（費用は全て中国が負担）。第二次印パ戦争ではインド空軍のMiG-21を1機撃墜 し、57㎜ ロケット弾による近接航空支援にも従事した。射出座席をマーチンベーカー・エアクラフト社製に換装 し、AIM-9 サイドワインダー空対空ミサイルの運用を可能とし、胴体下部にコンフォーマル・フューエル・タンクを増設（のちに中国も導入）するなど、限定的ながら旧西側製の装備が運用できるように改造が施されていた。また、機体は中国からの輸入であるものの、1980年には中国の指導の下、パキスタン国内に整備工場が建設され、整備およびスペアパーツの国産が行えるようになり、同国の航空機産業の先駆けとなった。また、中古機がバングラデシュ やソマリアにも輸出されている。
 中華民国
中華人民共和国からの亡命機を接収、仮想敵機として訓練に使用した。
 ソマリア
中国から購入してオガデン戦争で使用した。ソマリア政府崩壊後の第二次国際連合ソマリア活動において、旧空軍基地で飛行可能な機体がアメリカ軍によって複数発見されていた。1機がソマリランドの首都ハルゲイサにて戦争記念モニュメントとして展示されている。
 スーダン
 タンザニア
 ベトナム
 ジンバブエ